# Jawahar Circle
Jawahar Circle är en park i Indien.   Den ligger i Jaipur i delstaten Rajasthan, i den nordvästra delen av landet, 240 km sydväst om huvudstaden New Delhi. Jawahar Circle ligger 394 meter över havet.